# Künga Legpe Chungne Gyeltshen Pel Sangpo
Künga Legpe Chungne Gyeltshen Pel Sangpo (tib.: kun dga' legs pa´i ´byung gnas rgyal mtshan dpal bzang po; chinesisch 贡噶雷必迥乃坚赞贝桑布 (公哥列思八冲纳思监藏班藏卜)) (geb. 1308; gest. 1341) war ein Großneffe von Phagpa. Von 1328 bis 1329 war er Kaiserlicher Lehrer (dishi / ti shri) des Mongolen-Kaisers Taiding (Yesun Timur Khan). Er war die zehnte Person in diesem Amt des höchsten Mönchsbeamten der Zentralregierung für buddhistische Angelegenheiten.